# Crocco Grand Tour

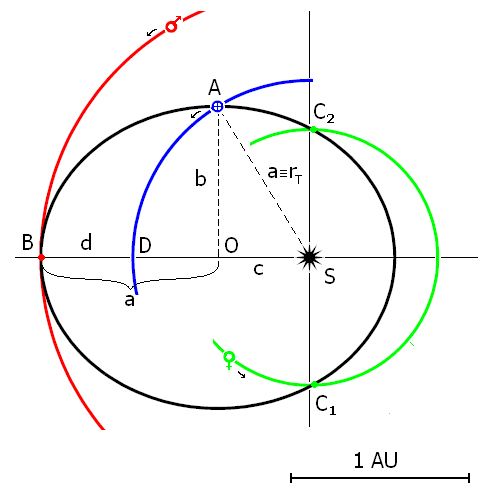
Schema semplificato del Crocco "Grand Tour". In nero è indicata la traiettoria prevista da Gaetano Crocco per il veicolo spaziale, in blu, rosso e verde sono rappresentate rispettivamente le orbite della Terra, di Marte e di Venere. È indicata la posizione dei pianeti al momento del lancio (con i rispettivi simboli astronomici) e i punti di rendezvous.

Il Crocco "Grand Tour", conosciuto anche come Crocco Mission e Crocco's Multiplanet Trajectory (Traiettoria Multiplanetaria di Crocco), è una proposta di missione esplorativa Terra-Marte-Venere-Terra, avanzata nel 1956 dal pioniere italiano dell'astronautica Gaetano Arturo Crocco nel corso del VII Congresso Astronautico Internazionale, svoltosi a Roma nel 1956.

## Antefatti
Nella prima metà del Novecento era ancora in discussione la possibilità di visitare altri pianeti e alcune regioni del sistema solare apparivano inaccessibili. Infatti, la richiesta di spinta necessaria per una missione interplanetaria risultava superiore alle disponibilità offerte dei motori a razzo dell'epoca e a quelle dell'immediato futuro. Walter Hohmann all'inizio del secolo aveva calcolato la traiettoria di trasferimento di minima energia, con propulsione a razzo, tra due orbite circolari. Un viaggio Terra-Marte-Terra effettuato eseguendo un trasferimento alla Hohmann avrebbe richiesto una lunghissima missione con un viaggio di andata e uno di ritorno di 259 giorni più 425 giorni di permanenza sul Pianeta Rosso in attesa di un allineamento adeguato.
Gaetano Crocco valutò quindi l'opzione di un viaggio di andata e ritorno senza sosta su Marte, che avrebbe richiesto un dispendio energetico inferiore, perché effettuato con una sola accensione dei motori per imprimere la velocità di fuga necessaria a raggiungere il pianeta, sfruttando poi il moto in caduta libera del veicolo per reindirizzare l'astronave verso la Terra. Gli obiettivi scientifici sarebbero stati raggiunti con un'osservazione della superficie marziana effettuata mediante un telescopio in grado di distinguere morfologie naturali da costruzioni artificiali. Tuttavia, anche questa soluzione comportava un tempo di volo di qualche anno prima del ritorno a Terra, a meno di non utilizzare manovre a razzo per modificare la traiettoria che però avrebbero ridotto o annullato la desiderata riduzione del carburante necessario alla missione.

## Il Grand Tour
Crocco, quindi, cercò e individuò un'orbita che rispettasse le seguenti caratteristiche:
- intersecasse l'orbita della Terra;
- intersecasse l'orbita di Marte;
- avesse un periodo orbitale di un anno.

Scegliendo opportunamente la finestra di lancio, una tale traiettoria avrebbe permesso ad un veicolo lanciato dalla Terra di sorvolare Marte e tornare sulla Terra esattamente un anno dopo. Inoltre, una tale traiettoria avrebbe intersecato per ben due volte l'orbita di Venere e, nuovamente, scegliendo opportunamente i tempi, sarebbe stato possibile combinare nella stessa missione un sorvolo ravvicinato (fly-by) di Marte e di Venere.
Tuttavia, Crocco si rese conto che le perturbazioni gravitazionali impartite da Marte e da Venere avrebbero potuto destabilizzare l'orbita e impedire il desiderato rendezvous con la Terra, ma piuttosto che rinunciare, risolse il problema in modo innovativo proponendo di programmare opportunamente i fly-by in modo che la spinta gravitazionale ricevuta da Venere potesse bilanciare gli effetti di quella ricevuta da Marte e quindi mantenere il veicolo sull'orbita desiderata. Presentò anche un profilo di missione, che prevedeva un viaggio Terra-Marte di 113 giorni con sorvolo del Pianeta Rosso; un viaggio Marte-Venere di 154 giorni, con sorvolo del pianeta e opportuna correzione della traiettoria grazie alla spinta gravitazionale verso la Terra; un'ultima tratta Venere-Terra di 98 giorni. Come prima data utile per la missione Crocco propose il giugno 1971.

## Paternità della scoperta dell'effetto fionda
Gaetano Crocco, quindi, comprese il concetto dell'effetto fionda, ma si limitò ad utilizzarlo per la stabilizzazione dell'orbita. Alcuni articoli presenti in letteratura attribuiscono la paternità della scoperta della fionda gravitazionale (gravity assist o swing by in inglese) a Gaetano Crocco, dal momento che programmò delle manovre che, sfruttando il campo gravitazionale di un pianeta per rallentare o aumentare la velocità del veicolo spaziale, ne avrebbero modificato contestualmente la traiettoria. Tuttavia, fu il matematico statunitense Michael Minovitch nel 1961 ad intuire che utilizzando l'effetto fionda a scopo propulsivo, sarebbe stato possibile evitare altre forme di propulsione, se non quelle necessarie a raggiungere il primo obiettivo e a proporre delle traiettorie innovative che di fatto hanno aperto il sistema solare all'esplorazione robotica. È generalmente a quest'ultimo che la maggior parte della comunità scientifica riconosce la paternità della scoperta.
Vale la pena osservare che una missione equivalente alla Crocco Grand Tour, ma che avesse sfruttato l'effetto propulsivo della fionda gravitazionale, avrebbe dovuto prevedere dopo il lancio dalla Terra, un trasferimento alla Hohmann dall'orbita del nostro pianeta a Venere, da lì, grazie ad una spinta gravitazionale del pianeta, raggiungere Marte, utilizzarlo per decelerare il veicolo e tornare quindi sulla Terra. Per percorrere tale traiettoria, basterebbe un eccesso iperbolico al lancio (una misura dell'energia associata ad un'orbita di allontanamento dall'attrattore primario, in questo caso la Terra) di 3,5 km/s a fronte degli 11,7 km/s necessari per l'immissione sulla traiettoria proposta da Crocco.